# Leary (Teksas)
Leary je grad u američkoj saveznoj državi Teksas. Prema popisu stanovništva iz 2010. u njemu je živjelo 495 stanovnika.